# Armées d'aujourd'hui
Succédant à la revue Forces armées françaises lancée en 1970, c'est en 1975, à l'initiative du ministre de la Défense de l'époque Yvon Bourges, qu'est créé le magazine Armées d'aujourd'hui. Depuis maintenant plus de 40 ans, ce magazine mensuel est le magazine de référence du ministère des Armées. Il est édité par la DICOD.

## Présentation
Réalisé par une rédaction de civils et de militaires des trois armées, Armées d'aujourd'hui est un magazine de 52 pages qui propose de décrypter chaque mois l'actualité des forces armées et du ministère de la Défense.
Objectifs: faire comprendre les enjeux de la Défense, leurs implications dans la vie quotidienne des Français, rendre le monde de la Défense accessible à tous, montrer l'action des forces armées sur le territoire national et sur les théâtres d'opérations extérieures, expliquer le fonctionnement et l'organisation de la Défense.
Les rubriques Opérations / Décryptage et Opérations / Forces en action font la part belle aux reportages de terrain. Chaque mois, un dossier complet Grand Angle consacre une dizaine de pages à un thème particulier. On retrouve aussi différents Focus qu'ils soient du domaine RH, technologique ou autres. Enfin, une rubrique Point de vue apporte un regard décalé sur un sujet de fond intéressant la Défense.

## Évolutions
Il n'est plus vendu en kiosque depuis 2012. L'abonnement papier reste possible auprès du service ad-hoc de l'ECPAD.
A l'été 2015, le magazine a fêté ses 40 ans d'existence au service des opérations.
A l'occasion du centenaire de la bataille Verdun, le n°404 de février 2016 comporte un cahier détachable consacré à Verdun.
Le magazine fait l'objet de plusieurs refontes graphiques. L'avant dernière est réalisée en 2005 par Olivier Spadaccini, directeur artistique (société alliage) du magazine jusqu'en août 2013. Il fait l'objet d'une nouvelle refonte graphique et éditoriale réalisée par la société Key Graphic, en septembre 2016, accompagnée du passage à une version numérique enrichie accessible sur tous supports (Internet, Intradef, smartphone et tablette via une application dédiée),. Une lecture en mode vertical est proposée sur smartphone et en mode horizontal sur tablette. La version html est déclinée en deux modes, une version offline pour les militaires via l'intradef et une version grand public html avec des liens externes (youtube, www…)
Depuis septembre 2016, sa version papier est imprimée par la DILA, de même que les trois autres revues d'armées: Terre information magazine, Air Actualités et Cols bleus. Une vidéo présentant le processus de fabrication est disponible sur Youtube.

## Diffusion
Le magazine papier est diffusé à 20 000 exemplaires. Il est distribué au sein des armées, directions et services du ministère ainsi qu'aux hautes autorités, des politiques, des industriels, des journalistes. On le trouve aussi dans les centres de documentations et d'informations des collèges, lycées et universités ainsi que dans les mairies et les ambassades françaises à l'étranger.
Il est aussi accessible en version numérique selon le dispositif suivant :
- en version flipboard et téléchargeable en version pdf, ainsi que ses archives depuis le n°334, à partir du compte DICOD du site Internet Calaméo
- en version numérique enrichie sur le site Internet du ministère de la Défense (ainsi que sur le réseau interne Intradef du ministère)
- sur smartphone et tablette à partir d'une application disponible sur l'App store et d'une application disponible aussi sur Google Play

## Identité visuelle (logotype)

Logo jusqu'à août 2016
Logo depuis septembre 2016

## Anciens numéros (accessibles en ligne)
| Mois          | Année | N°  | Dossier / Grand angle                                                                  |
| ------------- | ----- | --- | -------------------------------------------------------------------------------------- |
| Mai           | 2018  | 425 | Les grandes infrastructures de la Défense                                              |
| Avril         | 2018  | 424 | L'Espace nouveau théâtre militaire                                                     |
| Mars          | 2018  | 423 | Les militaires sont aussi des artistes                                                 |
| Février       | 2018  | 422 | Loi de programmation militaire 2019-2025                                               |
| Déc. - Janv.  | 2018  | 421 | Personnel civil                                                                        |
| Novembre      | 2017  | 420 | Revue stratégique de défense et de sécurité nationale                                  |
| Sept.- oct.   | 2017  | 419 | La garde nationale                                                                     |
| Juillet-août  | 2017  | 418 | Immersion dans le monde de la plongée militaire                                        |
| Juin          | 2017  | 417 | COS: Intégrateur de forces (25 ans des Forces Spéciales)                               |
| Mai           | 2017  | 416 | La météorologie                                                                        |
| Avril         | 2017  | 415 | La Défense armée pour le cybercombat                                                   |
| Mars          | 2017  | 414 | L'effort de guerre, le prix de la paix - Une paix d'avance (EMA)                       |
| février       | 2017  | 413 | Concertation: la nouvelle donne                                                        |
| déc.-janvier  | 2017  | 412 | XV du Pacifique + Sangaris, passage de relais                                          |
| novembre      | 2016  | 411 | Changement climatique, la Défense se mobilise + Combattre Daech, un engagement intense |
| sept. - oct.  | 2016  | 410 | Les pompiers militaires + Barkhane: 2 ans d'opération                                  |
| juillet-août  | 2016  | 409 | Un siècle de 14 juillet                                                                |
| juin          | 2016  | 408 | L'hélicoptère, outil opérationnel incontournable                                       |
| mai           | 2016  | 407 | La communication de la Défense                                                         |
| avril         | 2016  | 406 | Combattants d'hier et d'aujourd'hui                                                    |
| mars          | 2016  | 405 | Réserve, la nouvelle donne                                                             |
| février       | 2016  | 404 | Verdun, du mythe au symbole (cahier détachable)                                        |
| déc.- janvier | 2016  | 403 | La Défense mobilisée                                                                   |
| novembre      | 2015  | 402 | La Défense, moteur de réussite sociale                                                 |
| sept.-oct.    | 2015  | 401 | La France dans l'OTAN + Chammal extension du théâtre                                   |
| juillet-août  | 2015  | 400 | Le sport au service des armées                                                         |
| juin          | 2015  | 399 | Le Bourget, cap sur l'export                                                           |
| mai           | 2015  | 398 | L'ECPAD, héritier de 100 images                                                        |
| avril         | 2015  | 397 | Balard                                                                                 |
| mars          | 2015  | 396 | Femmes dans la Défense                                                                 |
| février       | 2015  | 395 | Transformation: priorité à l'opérationnel                                              |
| déc.-janvier  | 2015  | 394 | Rétrospective 2014                                                                     |
| oct.-nov.     | 2014  | 393 | L'ère des drones                                                                       |
| septembre     | 2014  | 392 | Le parachute                                                                           |
| juillet-août  | 2014  | 391 | 1914: Le monde s'embrase                                                               |
| juin          | 2014  | 390 | Reconversion: mode d'emploi                                                            |
| mai           | 2014  | 389 | Défense et cinéma                                                                      |
| avril         | 2014  | 388 | La réforme en marche                                                                   |
| mars          | 2014  | 387 | Les armées de l'UE                                                                     |
| février       | 2014  | 386 | Les missions outre-mer                                                                 |
| déc.-janvier  | 2014  | 385 | Rétrospective 2013                                                                     |
| novembre      | 2013  | 384 | Défense et NRBC                                                                        |
| sept.-oct.    | 2013  | 383 | Mission photos                                                                         |
| juillet-août  | 2013  | 382 | D'hier à demain: les batailles                                                         |
| juin          | 2013  | 381 | Cap sur l'innovation                                                                   |
| mai           | 2013  | 380 | Le soutien psychologique du combattant                                                 |
| avril         | 2013  | 379 | L’infrastructure sur tous les fronts + Mali, à l'assaut des Ifoghas                    |
| mars          | 2013  | 378 | Serval, projection de force                                                            |
| février       | 2013  | 377 | Missions intérieures + Mali, opération Serval                                          |
| déc.-janvier  | 2013  | 376 | Rétrospective 2012 + Afghanistan, le désengagement                                     |
| novembre      | 2012  | 375 | Le renseignement en opérations                                                         |
| octobre       | 2012  | 374 | La simulation + Livre Blanc                                                            |
| septembre     | 2012  | 373 | Le patrimoine militaire + Apprendre à survivre                                         |
| juillet-août  | 2012  | 372 | Sport militaire: des OPEX aux JO                                                       |
| juin          | 2012  | 371 | Valeurs militaires                                                                     |
| mai           | 2012  | 370 | Schoendoerffer, un cinéaste engagé                                                     |
| avril         | 2012  | 369 | L'Espace au service des opérations                                                     |
| mars          | 2012  | 368 | La protection du combattant                                                            |
| février       | 2012  | 367 | Harmattan, 1er bilan                                                                   |
| déc.-janvier  | 2012  | 366 | Rétrospective 2011                                                                     |
| nov.-déc.     | 2011  | 365 | Cyberespace : le 5ème champ de batailles                                               |
| octobre       | 2011  | 364 | Une réforme en marche                                                                  |
| septembre     | 2011  | 363 | Le service de santé des armées                                                         |
| juillet-août  | 2011  | 362 | L'outre-mer et la Défense                                                              |
| juin          | 2011  | 361 | Les jeunes et la jeunesse +Plongée: un référent pour les 3 armées                      |
| mai           | 2011  | 360 | Les actions civilo-militaires                                                          |
| avril         | 2011  | 359 | 50 ans de la DGA + Libye, opération Harmattan                                          |
| mars          | 2011  | 358 | 20 ans guerre du Golfe                                                                 |
| février       | 2011  | 357 | Coopération franco-allemande                                                           |
| déc.-janvier  | 2011  | 356 | Rétrospective 2010                                                                     |
| novembre      | 2010  | 355 | Camouflage: l'art de ne pas être vu                                                    |
| octobre       | 2010  | 354 | La transformation de l'outil de Défense                                                |
| septembre     | 2010  | 353 | La protection du territoire                                                            |
| juillet-août  | 2010  | 352 | La coopération franco-africaine                                                        |
| juin          | 2010  | 351 | Accompagner les forces afghanes                                                        |
| mai           | 2010  | 350 | Préparer sa reconversion                                                               |
| avril         | 2010  | 349 | Le personnel civil de la Défense                                                       |
| mars          | 2010  | 348 | OPEX : réussir le retour                                                               |
| février       | 2010  | 347 | Lutte contre la piraterie                                                              |
| déc.-janvier  | 2010  | 346 | Rétrospective 2009                                                                     |
| novembre      | 2009  | 345 | Métier et carrière dans les armées                                                     |
| octobre       | 2009  | 344 | Connaître et anticiper                                                                 |
| septembre     | 2009  | 343 | Modernisation : l'an 1 de la réforme                                                   |
| juillet-août  | 2009  | 342 | Défilé du 14 juillet                                                                   |
| juin          | 2009  | 341 | La Défense au Bourget                                                                  |
| mai           | 2009  | 340 | Égalité des chances : le plan de la Défense                                            |
| avril         | 2009  | 339 | OTAN : 60 ans d'alliance                                                               |
| mars          | 2009  | 338 | Soldats et milieux extrêmes                                                            |
| février       | 2009  | 337 | L'équipement des forces                                                                |
| déc.-janvier  | 2009  | 336 | Rétrospective 2008                                                                     |
| novembre      | 2008  | 335 | 1918-2008 : 90 ans après comment se souvenir?                                          |
| octobre       | 2008  | 334 | Médecine en opération extérieure                                                       |
| septembre     | 2008  | 333 | Défense : Modernisation, le temps de l'action + supplément Défense européenne          |